# Балу (Дисней)
Балу (англ. Baloo) — один из главных персонажей девятнадцатого анимационного фильма студии Disney 1967 года, «Книга джунглей», его сиквела 2003 года «Книга джунглей 2» и мультсериала-спин-оффа «Детеныши джунглей», а также  протагонист мультипликационного сериала «Чудеса на виражах», снятого студией «Walt Disney Television Animation» в 1990-1991 годах. Персонаж был озвучен американским джазовым певцом и актёром Филом Харрисом в первом мультфильме, Эдом Гилбертом в мультсериале и Джоном Гудменом в сиквеле к первому мультфильму. Начиная с 2011 года, официальным голосом Балу является актёр озвучивания Джоел МакКрэри.
Созданный сценаристом Биллом Питом и анимированный Фрэнком Томасом и Олли Джонстоном, Балу — большой тёмно-серый медведь-губач. Как показано в «Книге джунглей», персонаж Балу сильно отличается от своего образа в оригинальной книге Киплинга: он не сонный и мудрый, а легко идущий по жизни ленивый и крайне беспечный медведь. Он обожает танцы и различные игры. Он является лучшим другом мальчика Маугли, воспринимая его как своего собственного медвежонка и готовым защитить мальчика от любой опасности, даже от Шер-Хана, тем самым становясь более ответственным на протяжении всего мультфильма.

## Создание

### Предыстория и концепция

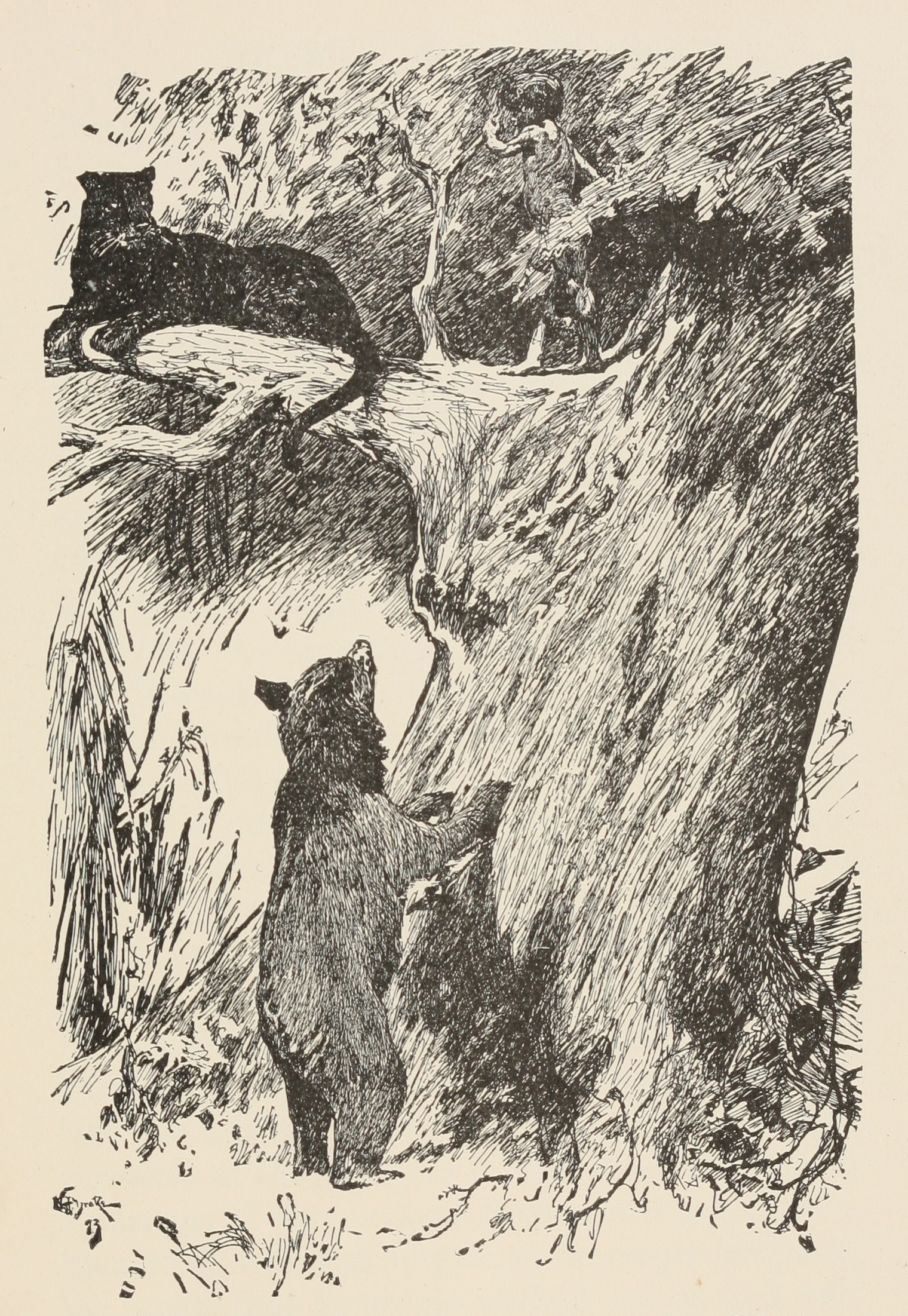
Балу вместе с Маугли и Багирой на одной из иллюстраций к оригинальной «Книге джунглей» Редьярда Киплинга.

После выхода на экраны диснеевского мультфильма «Меч в камне» в 1963 году, сценарист Билл Пит начинает убеждать Уолта, что «они могут создавать более интересных персонажей-животных» и предлагает ему снять мультипликационную экранизацию «Книги джунглей» писателя Редьярда Киплинга. Дисней соглашается, так как он хотел создать мультфильм по книге Киплинга ещё в 1930-х годах. Написать сценарий к мультфильму Уолт поручает именно Биллу Питу, но при этом, после плохих отзывов критиков на «Меч в Камне», Дисней решает быть более вовлеченным в производство картины.
Создавая сценарий к диснеевской «Книге джунглей», Билл Пит старался максимально придерживаться книги Киплинга, сохраняя все её мрачные и зловещие тона и смысл, заключенный в борьбе между человеком и животными. Единственным отступлением от книги Киплинга в сценарии Пита, стал именно персонаж Балу: Пит хотел сделать его не сонным медведем и мудрым учителем закона джунглей, каким он был в книге, а ленивым и беспечным персонажем. Однако между Диснеем и Питом вскоре возникли разногласия по поводу сценария, и в итоге Билл Пит ушёл со студии. После ухода Билла Пита, Дисней выбрал новым сценаристом «Книги джунглей» Ларри Клеммонса, при этом попросив его не читать оригинальную книгу Киплинга, и полностью переписать сценарий Пита, сделать его смешным и забавным, а не мрачным и таинственным. Однако, весёлый персонаж Балу из старого сценария остался в новом и лег в основу Балу Диснея. При создании нового сценария, роль Балу изначально была укорочена до второстепенной, но по словам аниматора Олли Джонстона, голос Фила Харриса (актёра, приглашённого для озвучивания Балу) был настолько обаятелен, что вскоре Балу стал главным персонажем.

### Дизайн и анимация
Графический дизайн для Балу, как и для других персонажей «Книги джунглей», создал аниматор Кен Андерсон. Анимация персонажа досталась Фрэнку Томасу и Олли Джонстону, двум аниматорам из числа основанной Диснеем группы «Девять стариков». Сцены, где Балу танцует с обезьянами, были сделаны аниматором Джоном Лоунсбери. Чтобы правдоподобно создать движения Балу, к примеру чесание, Томас и Джонстон досконально изучали движения живого медведя. Некоторые танцевальные движения Балу также были срисованы с самого Уолта Диснея.

### Озвучивание
Голос Балу собой в частности представлял проблему. Попытки найти актёра с индийским акцентом не сработали, и тогда было принято решение взять на роль актёра с «весёлым, неуклюжим (предположительно американским) голосом». На озвучивание Балу прослушивалось очень много людей, однако все они казались не подходящими для этой роли, и однажды Уолт Дисней заявил, что хочет пригласить на роль Балу актёра и музыканта Фила Харриса, с которым он когда-то познакомился на благотворительной вечеринке в городе Палм-Спрингс. Аниматоры, да и сам актёр, были шокированы решением Уолта отдать роль Балу Филу Харрису. При записи голоса актёра, Харрис постоянно импровизировал, поскольку считал что слова в написанном сценарии, были несколько неестественными для него. К тому же, голос Фила Харриса сильно повлиял на решение Уолта Диснея изменить роль персонажа Балу в мультфильме.
Позднее, при создании мультсериала «Чудеса на виражах», в котором у Балу была более расширенная роль, его создатель Джимн Мэйгон принял решение взять на роль Балу именно Фила Харриса, и актёр успешно записал свой голос сразу для двух эпизодов всего за один сеанс записи. Но в связи с его преклонным возрастом (Харрису на тот момент было 85 лет), актёра пришлось заменить на другого актёра: Эда Гилберта, соответственно.

## Фильмы и сериалы

### Книга джунглей
В «Книге джунглей» 1967 года, Балу – весёлый и добродушный друг Маугли. Роль медведя озвучивал Фил Харрис. В фильме Балу пел уже небезызвестную всеми песню The Bare Necessities, спасал главного героя  от орангутана Луи и тигра Шер-Хана, и даже в конце картины притворился мёртвым. Образ Балу отличается от оригинальной книги Редьярда Киплинга тем, что он не учил Маугли Закону джунглей, и считал, что эту вещь порой стоит обходить. Балу также появился в ремейке 2016 года. Стиль общения и мимика медведя схожа со старым мультфильмом. А говорил он голосом Билла Мюррея.

### Книга джунглей 2
В сиквеле мультфильма 1967 года, Балу, после ухода Маугли в человеческую деревню, очень соскучился по мальчику, и пытался вернуть его в джунгли. Багира, чёрная пантера, был против этого, однако медведя это не остановило и он смог встретиться с Маугли, спел с ним песню The Bare Necessities, показал весёлое место, которое посторили после развала обезьянего храма, и спас Маугли с его подругой Шанти от падения с огромной высоты. Балу также боролся с тигром Шер-Ханом по этой цели. Голос медведю дал Джон Гудмен.

### Чудеса на виражах

Балу и его друг Баламут в «Чудесах на виражах»

В мультсериале «Чудеса на виражах», Балу — главный герой всего мультсериала. Здесь он носит красную пилотскую фуражку и форменную жёлтую рубашку. Балу — превосходный лётчик-ас, способный на самые невероятные манёвры в воздухе. Пилотирует гидросамолёт Conwing L-16 с двигателями Superflight 100, который он ласково назвал «Нырок» (англ. Sea Duck). Живёт в Кейп-Сюзет в деревянном доме, расположенном на берегу. Ранее владел компанией «Авиаперевозки Балу», но позже лишился права собственности из-за неуплаты долгов. Компания, а также его самолёт перешли во владение бизнес-леди Ребекки Каннингем, а ему самому пришлось устроиться на работу в её компанию «Заплати и лети» (англ. Higher for Hire). Часто опаздывает с доставкой груза, а также имеет привычку засыпать в рабочее время. Здесь он имеет фактического приёмного сына по имени Кит Ветрогон. Происхождение Балу раскрывается в одной из серий, когда выясняется, что он принадлежит богатому роду баронов фон Бруинволдов (о чём он никогда не догадывался). Некоторые характерные особенности Балу остались ещё с «Книги Джунглей», например прозвище «Папа-мишка», данное ему Маугли, которым теперь его называет Кит.

## Восприятие
Начиная со своего появления, персонаж Балу получил довольно положительные отзывы от критиков. Газета «The New York Times» дала положительный отзыв о Балу, описывая его как «говорящего голосом Фила Харриса большого лохматого медведя, являющегося одним из самых весёлых персонажей» «Книги джунглей». Кен Тукер из журнала «Entertainment Weekly» похвалил Фила Харриса за его басовые голосовые связки и клёвое отношение, приводящие к великому результату, показанного в качестве ленивого бездельника-медведя, оказавшегося героем. Чарльз Соломон в своём отзыве в газете «Los Angeles Times» написал что Балу «с его свободными движениями в сочетании с голосом Фила Харриса» является очень интересным.